# 50e régiment d'artillerie
Le 50e régiment d'artillerie (50e RA) est une unité de l'armée française créée en 1910. Il participe à la Première Guerre mondiale, à la Seconde et à la Guerre d'Algérie.

## Création et différent dénomination
- 1910 : création à Rennes sous le nom de 50e régiment d'artillerie de campagne (50e RAC)
- 1919 : 50/237e régiment d'artillerie de marche, par fusion avec le 237e RAC
- 1920 : dissolution
- 13 septembre 1939 : recréation du régiment sous le nom de 50e régiment d'artillerie mixte divisionnaire (50e RAMD)
- 1940 : dissolution
- 1956 : recréation du régiment à Vannes
- 1962 : dissolution
- 1970 : il est recréé à partir du 301e groupe d'artillerie
- 1976 : dissolution définitive

## Chef de corps
- 1914 - 1915 : colonel Berge[1],[2]
  - 1915 : lieutenant-colonel de Gensac (commandant les 3e et 4e groupes)[3]
- 1915 : lieutenant-colonel Guillochon[2]
- 1915 : lieutenant-colonel Favret (commandant l'AD/131 puis de l'AC/10)[4],[5]
  - 1915 : lieutenant-colonel O'Neill (commandant l'AD/131)[5]
- 1917 : lieutenant-colonel Salenave-Pousse[6]

- 1970 : lieutenant-colonel Rey[7]
- 1970 - 1972 : lieutenant-colonel le Taillandier de Gabory[7]
- 1972 - 1974 : lieutenant colonel Pelat[7]
- 1974 - 1976 : lieutenant colonel Petitjean[7]

## Historique

### Première guerre mondiale
Créé à Rennes en 1910, le régiment participe à la Première Guerre Mondiale d'abord avec le 10e corps d'armée puis avec la 131e division d'infanterie. Il combat en 1914 à la bataille de Charleroi, à celle de Guise mais aussi lors de la contre-offensive de la Marne. En 1915, il participe à la bataille de l'Argonne et à celle de Verdun en 1916. En 1917, il participe à l'offensive des monts de Champagne et en 1918 il défend la forêt de Retz avant de participer à l'offensive finale. 
Le 25 janvier, le 50e RAC fusionne avec le 237e RAC dissous et forme le 50/237e régiment d'artillerie de marche. Son étendard participe au défilé de la victoire à Paris le 14 juillet 1919. Il stationne ensuite en Allemagne jusqu'en 1920, date de sa dissolution. 

### Seconde guerre mondiale
Il est recréé le 13 septembre 1939 par le centre mobilisateur d'artillerie no 24 (Le Mans, Rennes, Dinan et Fougères). Rattaché à la 60e division d'infanterie, il est articulé autour d'une batterie hors-rang, de trois groupes de canons de 75, d'un groupe de 155 C et d'une batterie de canons de 75 utilisés en antichar. Tous les canons sont à traction hippomobile. 
Le 10 mai 1940, il entre avec sa division en Belgique et aux Pays-Bas, selon la manœuvre Dyle. Le 4 juin, le régiment disparaît dans les combats de Dunkerque. 

### Guerre d'Algérie
Recréé en 1956, il est envoyé en Algérie. En 1957, il est rattaché à la 27e division d'infanterie alpine. Il participe aux opérations jusqu'en 1962 date à laquelle il est rapatrié en France et dissout.

### Recréation
Recréé en 1970 à Villingen (Allemagne) par changement de nom du 301e groupe d'artillerie, il est alors équipé de missiles nucléaires MGR-1 Honest John. Il est finalement dissout le 31 juillet 1976.

## Étendard et décorations

Le revers de l'étendard du d'artillerie.

L'étendard du régiment est décoré de la croix de guerre 1914-1918 avec deux palmes à la suite des deux citations du régiment à l'ordre de l'armée obtenues pendant le premier conflit mondial. Il a aussi le droit au port de la fourragère aux couleurs de cette croix de guerre. 
Il porte, cousues en lettres d'or dans ses plis, les inscriptions suivantes :
- La Marne 1914-1918
- Verdun 1916
- Les Monts 1917
- AFN 1952-1962

## Sources et bibliographie
- Historique du 50e Régiment d’Artillerie